# Adam Edelman
Adam Edelman, detto AJ, (Boston, 14 marzo 1991), è un bobbista ed ex skeletonista statunitense naturalizzato israeliano.

## Biografia
Ha studiato ingegneria meccanica al Massachusetts Institute of Technology (MIT) a Cambridge  negli Stati Uniti d'America. Suo padre Elazer Edelman è un noto ingegnere biomedico, fisico, accademico ed inventore. È secondo di tre fratelli. Il fratello maggiore Alex Edelman, è un attore e scrittore di programmi televisivi, il fratello minore Austin, è laureato al MIT come lui.
Quand'era al college ha giocato ad hockey su ghiaccio, nel ruolo di portiere, per il MIT Engineers team, negli Stati Uniti D'America. Nel 2014 ha anche gareggiato nel Annapolis Drug Free Bodybuilding Championships. 
Nel 2014 ha iniziato a dedicarsi allo skeleton. Ha rappresentato Israele ai Giochi olimpici invernali di Pyeongchang 2018, concludendo la gara al ventottesimo posto. Prese inoltre parte a due edizioni dei campionati mondiali, piazzandosi trentatreesimo a a Innsbruck 2016 e trentacinquesimo a Schönau am Königssee 2017.
Nel 2021 è passato al bob, terminando al nono posto nella classifica generale della Coppa Nordamericana 2021/22 in tutte e tre le graduatorie (bob a due, bob a quattro e combinata maschile).

## Palmarès

### Bob

#### Coppa Nordamericana
- Miglior piazzamento in classifica generale nel bob a due: 9º nel 2021/22;
- Miglior piazzamento in classifica generale nel bob a quattro: 9º nel 2021/22;
- Miglior piazzamento in classifica generale nella combinata maschile: 9º nel 2021/22.

### Skeleton

#### Coppa Intercontinentale
- Miglior piazzamento in classifica generale nel singolo: 24º nel 2015/16.

#### Coppa Nordamericana
- Miglior piazzamento in classifica generale nel singolo: 12º nel 2017/18.